# سرطان معده

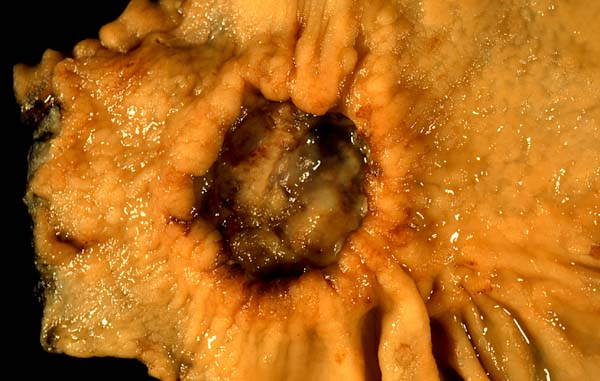
بروز سرطان معده در یک زن چهل ساله

سرطان معده (به انگلیسی: gastric cancer) به زمانی گفته می‌شود که سلول‌های سرطان روی پوشش داخلی معده ایجاد می‌شوند. نشانه‌های اولیهٔ این بیماری شامل مواردی از قبیل: سوزش معده، درد ناحیه بالای شکم، تهوع و بی‌اشتهایی می‌شود.  نشانه‌های بعدی عبارتند از موارد همچون: کاهش وزن، زردی پوست، استفراغ، مشکل بلع غذا و مشاهدهٔ خون در مدفوع به همراه نشانه‌های دیگر. این نوع از سرطان ممکن است گسترش یابد و از معده به دیگر اعضای بدن، به خصوص کبد، ریه‌ها، استخوان، دیواره شکم و گره‌های لنفاوی سرایت کند.
معمول‌ترین عامل این بیماری عفونت به وسیلهٔ باکتری هلیکوباکتر پیلوری است که دلیل بیش از ۶۰ درصد از موارد ابتلای بیماری است. نوع خاصی از هلیکوباکتر پیلوری میزان خطر بیشتری در مقایسه با دیگران دارد.  دیگر عوامل معمول این بیماری مواردی همچون خوردن ترشی سبزیجات و سیگار کشیدن است.  حدود ده درصد از این بیماری در خانواده‌ها ایجاد می‌شود و بین یک تا سه درصد از موارد به دلیل سندرم‌های ژنتیکی به ارث رسیده از والدین شخص مانند سرطان معده منتشر شده از وراثت به وجود می‌آیند.  بسیاری از موارد سرطان معده شامل کارسینوم معده هستند.  این نوع بیماری به چند زیرشاخه تقسیم می‌شود.  لنفوم و تومورهای مزانشیمال نیز ممکن است درون معده ایجاد گردند.  در بسیاری از موارد، سرطان معده طی چندین مرحله، در طول چندین سال پیشرفت می‌کند. تشخیص این بیماری معمولاً به وسیلهٔ بافت‌برداری هنگام آندوسکوپی انجام می‌شود.  معمولاً در ادامه، تصویربرداری پزشکی صورت می‌گیرد تا مشخص شود که آیا بیماری به بخش‌های دیگرِ بدن سرایت کرده‌است. ژاپن و کره جنوبی، دو کشوری هستند که بیشترین تعداد ابتلای به این بیماری در آن‌ها مشاهده شده‌است، غربالگری برای تشخیص سرطان معده.
رژیم غذایی مدیترانه‌ای و همین‌طور ترک سیگار خطر این نوع سرطان را کاهش می‌دهد.  شواهد اولیه‌ای وجود دارد که درمان باکتری هلیکوباکتر پیلوری ابتلا به بیماری را در آینده کم می‌کند. در صورتی که بیماری در مراحل اولیه درمان گردد، بسیاری از موارد دیگر رفع می‌شوند. درمان این بیماری شامل این موارد می‌شود: جراحی، شیمی‌درمانی، پرتودرمانی و درمان هدفمند. اگر درمان دیر اتفاق بیفتد، مراقبت تسکینی توصیه می‌شود. عواقب این روند در سطح جهان، اغلب ناچیز و کمتر از ۱۰ درصد نرخ بقای پنج ساله است.  این امر بیشتر به خاطر افرادی با نوع پیشرفتهٔ این بیماری است. در ایالات متحده نرخ بقای پنج ساله ۲۸ درصد است. در حالی که این میزان در کرهٔ جنوبی، بیشتر به خاطر تلاش‌ها برای غربالگری، بیش از ۶۵ درصد می‌باشد.
در سطح دنیا، بیماری سرطان معده پنجمین عامل پیشتاز سرطان و همچنین سومین عامل پیشتاز موارد مرگ می‌باشد که از این میان هفت درصد از موارد کلی سرطان و ۹ درصد از موارد مرگ را تشکیل می‌دهد. در سال ۲۰۱۲، این بیماری در ۹۵۰ هزار نفر در سراسر جهان مشاهده شد و باعث مرگ ۷۲۳ هزار نفر گردید. پیش از دههٔ ۱۹۳۰ در بسیاری از نقاط دنیا، از قبیل ایالات متحده و بریتانیا، معمول‌ترین عامل مرگ ناشی از سرطان به‌شمار می‌رفت. از آن زمان تاکنون، نرخ مرگ ناشی از این بیماری در بسیاری از نقاط دنیا کاهش یافته‌است. کارشناسان بر این باورند که این امر بدین سبب است که در نتیجهٔ توسعه و پیشرفت سردسازی به عنوان یکی از راه‌های تازه نگاه داشتن موادغذایی، خوردن غذاهای نمک‌سود شده و ترشیجات کاهش یافته‌است. سرطان معده بیشتر در کشورهای آسیای شرقی و اروپای شرقی اتفاق می‌افتد و در مردان دو برابر بیشتر از زنان است.

## اهمیت بیماری
این بیماری باعث مرگ افراد بسیاری در سرتاسر جهان می‌شود. شیوع این بیماری در مردان دوبرابر زنان است و چهارمین سرطان شایع در جهان محسوب می‌گردد.
این سرطان در افرادی با گروه خونی A شایعتر است. پسماندهای سلولهای جنینی در مری و یک سوم فوقانی معده عاملی برای ابتلا به سرطان معده است. بقایای سلولهای جنینی قابلیت سرطانی شدن را دارند که با بررسی‌ها و تست‌های تشخیصی معمول، رادیوگرافی و سی.تی. اسکن قابل شناسایی نیستند.
سرطان معده در مردان پس از سرطان ریه شایعترین سرطان است حال آنکه در زنان سرطان پستان شایع‌ترین سرطان به‌شمار می‌آید. علائم و نشانه‌های اولیه سرطان معده گول زننده و مشابه ناراحتیهای گوارشی است به طوریکه افراد سعی دارند با پرهیز غذایی و درمان خودسرانه بهبود پیدا کنند. «کاهش وزن و بی‌اشتهایی» علامت مهمی در تشخیص سرطان معده است. در مراحل اولیه ناراحتیهای گوارشی چون تهوع، بی اشتهایی، کاهش وزن، درد ملایم و متناوب و در مراحل پیشرفته وجود خون در مدفوع و مدفوع سیاه رنگ (ملنا) و در مراحل پیشرفته تر استفراغ خونی بروز می‌کند. از دیگر علایم این بیماری می‌توان به موارد زیر اشاره نمود:
احساس خستگی، عدم هضم غذا و پس از بزرگ شدن غده دردهای پیاپی در معده و از نشانه‌های سرطان معده می‌باشد
بتازگی یک گروه بین‌المللی از محققان با ابداع یک آزمایش جدید تنفسی موفق شدند اولین علائم سرطان مری یا معده را در مدت چند دقیقه تشخیص دهند.
گروه بین‌المللی محققان از کالج سلطنتی لندن، دانشکده پزشکی دانشگاه کیل و آکادمی علوم جمهوری چک در جریان یک مطالعه موفق به ابداع این آزمایش جدید تنفسی شدند.
در این روش جدید، با آزمایش تنفسی برخی ترکیبات شیمیایی که فقط در بازدم بیماران مبتلا به سرطان مری و معده وجود دارد، بعد از چند دقیقه سلامت یا وجود بیماری سرطان در مری و معده فرد مشخص می‌شود.
وجود هلیکوباکترپیلوری و استعداد ابتلاء فرد به سرطان معده از فرضیات موجود در دنیای پزشکی است، حال آنکه افزایش اسید معده، «استعمال دخانیات»، مصرف غذاهای نمک سود شده و دودی، افزایش مصرف غذاهای سرخ کردنی همگی از عوامل پرخطر برای ابتلاء به سرطان معده هستند. آندوسکوپی و رادیوگرافی معده از راه‌های تشخیص سرطان معده هستند. در زخمهای معده احتمال سرطانی شدن وجود دارد از این رو چنانچه زخم معده ای پس از ۳ ماه دارو درمانی به درمان پاسخ ندهد اندیکاسیونی برای جراحی معده است. افراد با کوچک‌ترین علامت در تغییر وضعیت مزاج، دفع، بی اشتهایی، تهوع و کاهش وزن باید برای بررسیهای بیشتر به پزشک متخصص مراجعه کنند.
- پرتو درمانی با دستگاه سایبر نایف: سایبرنایف جدیدترین روش درمان تومورهای سرطانی به صورت جراحی بسته می‌باشد و کاملاً می‌تواند جایگزینی برای عمل جراحی باز باشد با این تفاوت که درمان با این روش بدون درد، خونریزی و کمترین عوارض جانبی برای بیماران سرطانی می‌باشد.

علاوه بر این درصد موفقیت و نابود کردن تومورهای سرطانی با این روش بسیار بالاست.
بتازگی یک دستگاه سایبر نایف در یکی از مراکز درمانی شیراز کارگذاری و در حال بهره برداری می باشد.